# Feierabend.de
Feierabend.de ist ein deutsches soziales Netzwerk für die Zielgruppe der Best Ager. Die Plattform wurde im September 1998 als erster deutschsprachiger Internetclub für die Generation 50plus gegründet. Die Seite war Pionier für ein neues Genre von speziell für Senioren abgestimmtes Netzwerk. Sie wird heute von der 1999 gegründeten Feierabend Online Dienste für Senioren GmbH in Frankfurt betrieben. Mit etwa 182.000 Mitgliedern im Alter von durchschnittlich 60 Jahren war Feierabend.de 2008 das größte deutschsprachige Angebot dieser Art. 2021 gab es 192.000 registrierte Mitglieder. Das Angebot wurde im September 2008 beim Wettbewerb „Wege ins Netz“ des Bundesministeriums für Wirtschaft und Technologie mit dem Sonderpreis als „Beste Community“ Deutschlands ausgezeichnet.

## Nutzen
Im Vordergrund für die Besucher steht der Erfahrungsaustausch und das Kennenlernen von Gleichgesinnten. Jeder Benutzer erstellt ein persönliches Profil und kann so Kontakt zu anderen Mitgliedern aufnehmen. Eine Besonderheit bei Feierabend.de sind die über 130 Regionalgruppen, in denen sich die Mitglieder in verschiedenen Städten in Deutschland sowie in Österreich, der Schweiz und Spanien zur gemeinsamen Freizeitgestaltung „vor Ort“ treffen. Diese Regionalgruppen werden von ehrenamtlichen Regionalbotschaftern geleitet und verfügen alle über eine eigene Website und einen Veranstaltungskalender. Mit der Regionalisierung gelang Feierabend als erstem Senioren-Internettreff die Verbindung von virtuellem und realem Leben.
Redaktionell betreute Bereiche bieten Informationen und Berichte zu Themen wie Reisen, Gesundheit, Kultur, Partnerschaft und Liebe, Computer und Technik. Die Beiträge werden zu etwa 50 Prozent von den Mitgliedern selbst erstellt. Von Beginn an standen interaktive Angebote, die seitdem immer weiter ausgebaut wurden, im Mittelpunkt. Dazu zählen Chats, Foren, Visitenkarten, Blogs („Tagebücher“), Fotogalerien und ein virtuelles Poesiealbum.

## Geschäftsmodell
Das kostenlose Angebot finanziert sich über Werbeeinblendungen und erhält keine staatlichen Zuschüsse. Bereits zwei Jahre nach der Gründung arbeitete die Feierabend AG als eines der ersten Dotcom-Unternehmen in Deutschland profitabel.
Im Januar 2013 hat die Feierabend AG den Mitbewerber Platinnetz übernommen. Platinnetz wurde im Herbst 2018 in eine gebührenpflichtige Partnerbörse für Senioren umgewandelt.